# Посёлок Челюскинцев
Челюскинцев — посёлок в Казанском районе Тюменской области. Административный центр Челюскинского сельского поселения.

## История
В 1929 году на станции Маслянская был создан один из первых в области совхозов-гигантов «Приволье» с землями в Абатском, Казанском, Сладковском, Ишимском районах, одной из «точек» совхоза стали Морковичи. В 1932 году совхоз-гигант был расформирован на несколько мелких хозяйств, одним из которых стал совхоз имени Челюскинцев с центром в Морковичах. В 1941 году центральная усадьба совхоза становиться местом поселения немцев, депортированных из европейской части страны.

## Население
| 2010 |
| ---- |
| 534  |

Согласно результатам переписи 2002 года, в национальной структуре населения русские составляли 62 %, немцы — 29 % из 590 чел.